# II. Städtischer Friedhof Eythstraße

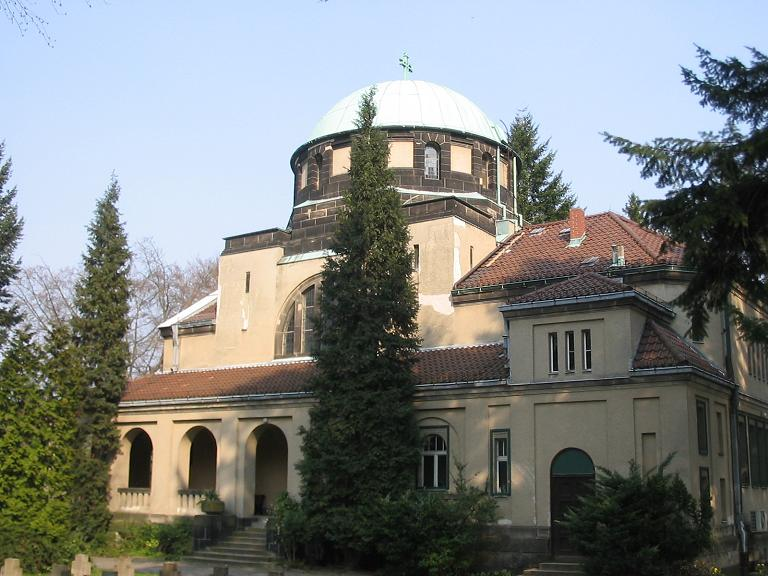
Denkmalgeschützte Kapelle aus den Jahren 1910–1912 von Paul Egeling

Der II. Städtische Friedhof Eythstraße oder der Landeseigene Friedhof Schöneberg II in Berlin befindet sich im Südosten des Ortsteils Schöneberg im Bezirk Tempelhof-Schöneberg auf der Grenze zum Ortsteil Tempelhof. Der 110.342 m² umfassende Parkfriedhof besteht seit 1908. Seine Kapelle aus den Jahren 1910–1912 steht als Baudenkmal unter Schutz. Als Naturdenkmal geschützt ist der Krumme Pfuhl, der auf dem Friedhofsgelände liegt und als seltenes Toteisloch bewahrt werden soll.

## Geschichte
Vorbild bei der Anlage des Friedhofs war der Zentralfriedhof in Hamburg. Der Schöneberger Friedhof wurde am 21. September 1908 eingeweiht. Da die Kapelle noch nicht fertiggestellt war, fand die Einweihung in einer provisorischen Kapelle statt. Auch die erste Beisetzung erfolgte noch am gleichen Tag. Ursprünglich sollten auf dem Friedhof auch ein Krematorium und zwei Urnenhallen errichtet werden.

## Lage und Geologie

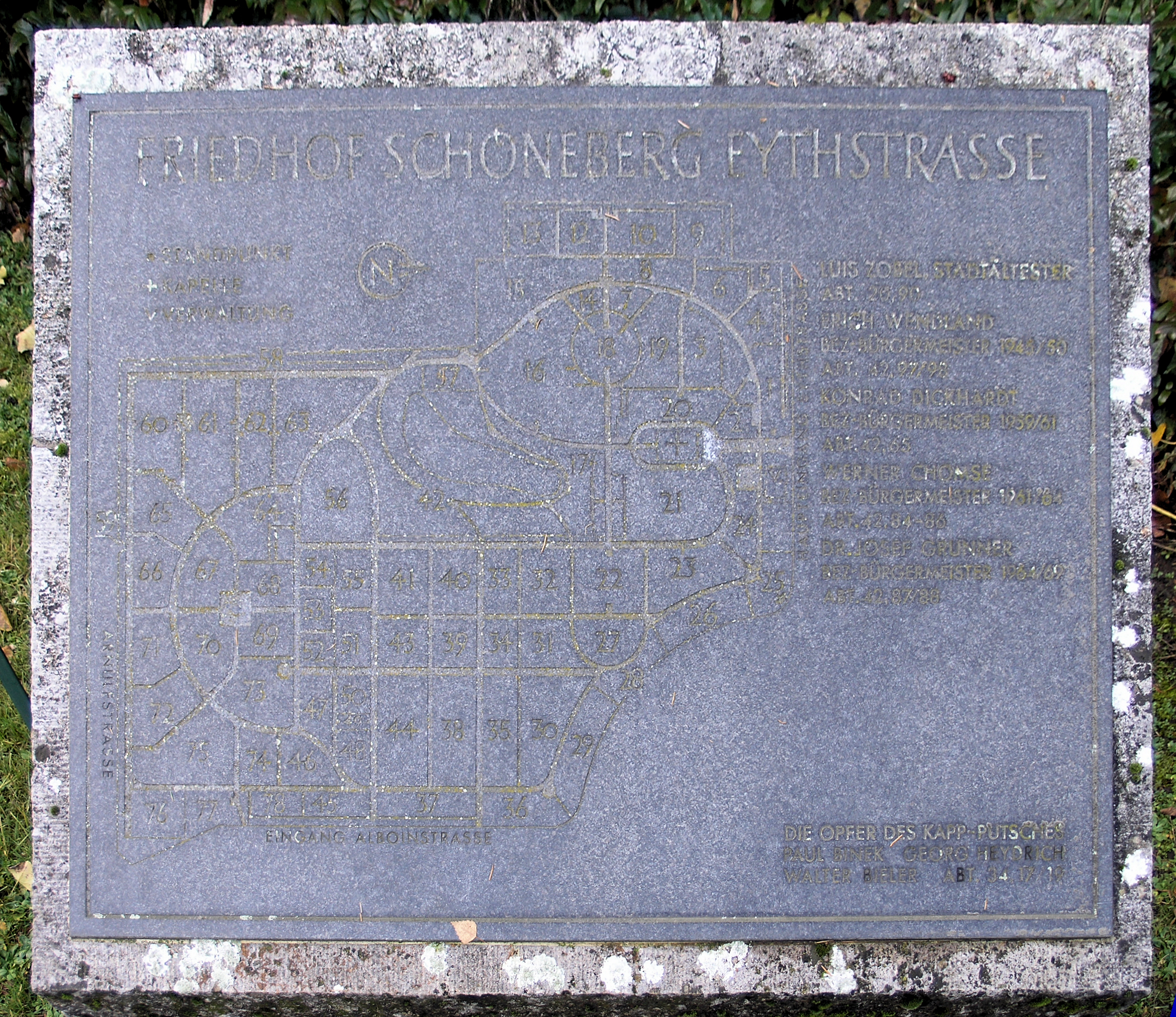
Friedhofsplan

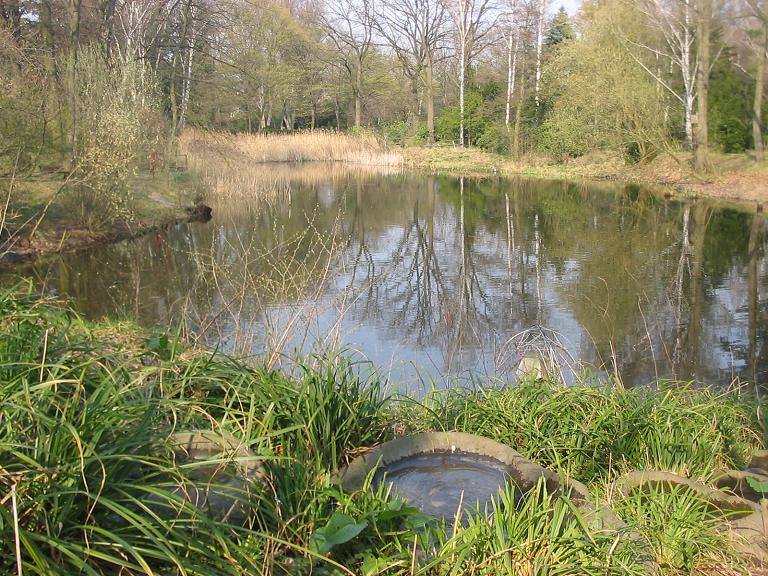
Naturdenkmal Toteisloch
Krummer Pfuhl

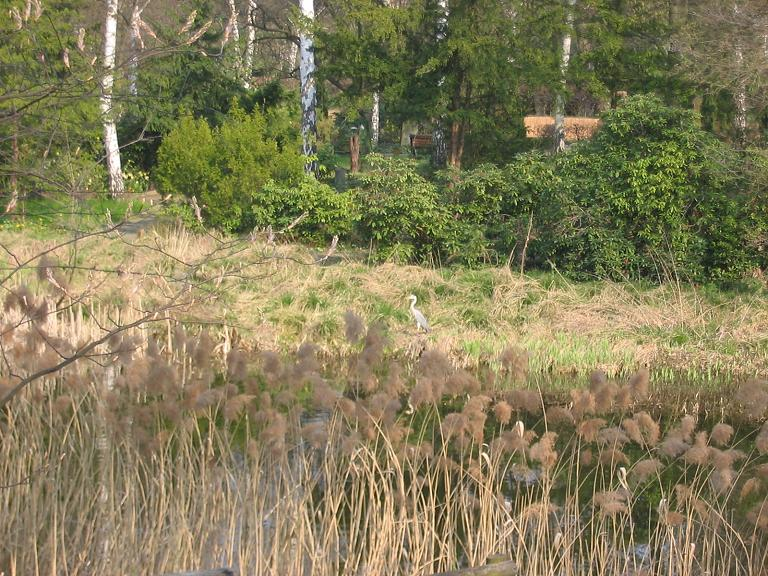
Schilf am Krummen Pfuhl

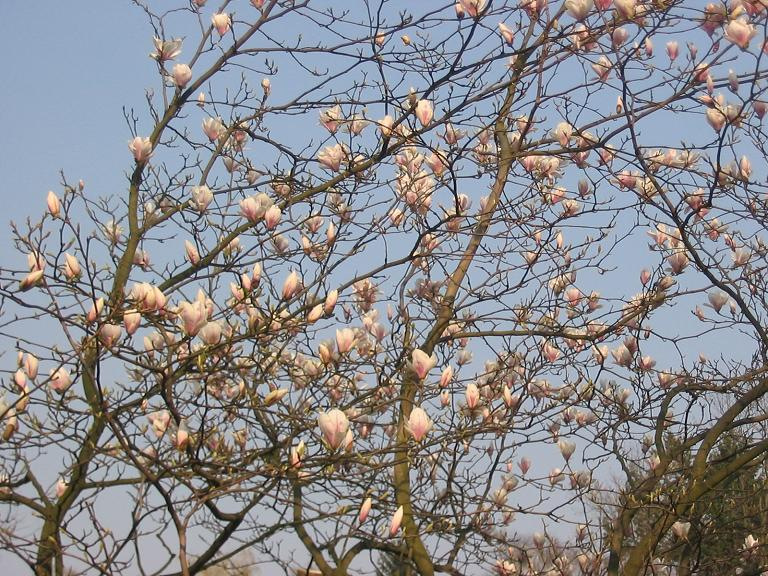
Baumblüte am Krummen Pfuhl

### Umgebung
Der Friedhof ist umgeben von der Eyth-, Alboin-, Arnulf- und Domnauer Straße. Der Haupteingang befindet sich auf der Nordseite an der Eythstraße gegenüber der evangelischen Michaelskirche, an der Alboinstraße befindet sich ein Nebeneingang. Im Westen schließt sich die als Bau- und Gartendenkmal geschützte Siedlung Lindenhof aus den Jahren 1918–1920 an, die auf Pläne von Heinrich Lassen und Martin Wagner zurückgeht. Im Süden folgen – bereits in Tempelhof – die Siedlung Marienhöhe und der St.-Matthias-Friedhof von 1891 sowie im Osten die Siedlung Blanke Helle, eine denkmalgeschützte Wohnanlage aus den Jahren 1929–1931 nach Entwürfen von Erich Glas und Hans Jessen. Im Nordosten grenzt der Friedhof an das Gartendenkmal Alboinplatz.

### Krummer Pfuhl
Der schilfbestandene Krumme Pfuhl liegt in einer Senke zwischen der Kapelle und der Gärtnerei. Mit einer Verordnung vom 10. August 2004 nahm der Berliner Senat den Krummen Pfuhl (ND-24) und weitere benachbarte Toteislöcher in die Liste der Naturdenkmale in Berlin auf. Schutzzweck ist, „diese naturgeschichtlich wertvollen und seltenen eiszeitlichen Toteislöcher dauerhaft zu erhalten.“
Der Krumme Pfuhl ist Bestandteil einer glazialen Rinne mit mehreren Pfuhlen und Toteislöchern wie dem Naturdenkmal Blanke Helle im angrenzenden Alboinplatz. Von der Blanken Helle zieht sich die Seenkette weiter nach Nordosten über den Wilhelmsteich am Lehnepark, den Klarensee im Alten Park bis zum Francketeich im Franckepark östlich des Tempelhofer Damms. Im Südwesten folgt der Hambuttenpfuhl an der Grabertstraße in der ehemaligen Steglitzer Villenkolonie Südende.
Die Senke – wahrscheinlich Namensgeber für die sogenannte Tempelhofer Schweiz – ist heute an vielen Stellen überbaut und einige Gewässer sind nicht mehr vorhanden beziehungsweise in Parks wie dem Bosepark aufgegangen. Dennoch lässt sich die Rinne, die auf einer Karte von 1901 noch weitgehend unverbaut zu erkennen ist, auch heute nachvollziehen, da die Anlage der Friedhöfe und Parks – ähnlich wie bei der Kleinen Grunewaldseenkette – weitgehend der geologischen Formation folgt.

## Friedhofskapelle
Die Friedhofskapelle nach Entwürfen des Schöneberger Stadtbaurats und Stadtältesten Paul Egeling stammt aus den Jahren 1910–1912. Das Baudenkmal mit einer zentralen Kuppel und Säulengang ist im Stil des Historismus gehalten.
Egeling hatte bereits um 1890 die schlichte und gleichfalls denkmalgeschützte Kapelle für den Neuen Zwölf-Apostel-Kirchhof konzipiert, auf dem er auch begraben liegt. Egeling hatte ferner das bis Ende 2000 gültige Wappen des ehemaligen Bezirks Schöneberg entworfen.

## Beigesetzte Persönlichkeiten
Bekannte Persönlichkeiten, die auf dem II. Städtischen Friedhof Eythstraße beigesetzt sind:
(±  =  Ehrengrab)
- Ella Barowsky (1912–2007), Politikerin der LDP/FDP, Stadtälteste von Berlin
- Carl Bössenroth (1863–1935), Landschafts- und Marinemaler (eingeebnet?)
- Konrad Dickhardt ± (1899–1961) Kommunalpolitiker und Bezirksbürgermeister von Schöneberg
- Gerd Duwner (1925–1996), Schauspieler und Synchronsprecher
- Jan Hendriks (1928–1991), Schauspieler, erster männlicher Schauspieler, der mit dem Deutschen Filmpreis ausgezeichnet wurde
- Sabine Lange (1936–1998), Krankenschwester und Mitbegründerin der Deutschen AIDS-Hilfe
- Hermann Picha (1865–1936), Schauspieler, hauptsächlich in Berliner Possen
- Max Pohl (1855–1935), Schauspieler, Präsident der Deutschen Bühnengenossenschaft
- Johannes Rabnow (1855–1933), Arzt und Sozialhygieniker
- August Rütz († 1937), Ärztlicher Direktor des Rudolf-Virchow-Krankenhauses, umgebettet vom Friedhof Schöneberg I (Grund: siehe Artikel Welthauptstadt Germania)
- Friedrich Schrader (1865–1922), Journalist und Dozent in Halle, Konstantinopel und Berlin (Abt. 31, Reihe 8, Stelle 2)
- Erich Wendland ± (1888–1950), Buchdrucker, Bezirksbürgermeister von Schöneberg,
- Heinrich Wodli († 1935), Bezirksstadtrat, Vorsitzender des Reichsverbands Deutscher Offiziere
- Louis Zobel ± (1870–1964) Politiker, Stadtältester von Berlin